# Moacyr Claudino Pinto
Moacyr Claudino Pinto da Silva (São Paulo, Brasil, 18 de mayo de 1936), apodado Moacir, es un exfutbolista brasileño.

## Trayectoria
Durante su carrera jugó en el club Flamengo, River Plate de Argentina, Peñarol de Uruguay, Everest, Barcelona de Ecuador y Carlos A. Mannucci de Trujillo en Perú donde finalmente se retira para posteriormente regresar a Ecuador donde radica actualmente.

## Selección nacional
Jugó 4 partidos y anotó 2 goles para la selección de Brasil. Formó parte del Mundial de Suecia 1958 saliendo campeón, aunque no jugó ningún partido durante el torneo. 

### Participaciones en Copas del Mundo
| Mundial                        | Sede   | Resultado |
| ------------------------------ | ------ | --------- |
| Copa Mundial de Fútbol de 1958 | Suecia | Campeón   |

## Clubes
| Club               | País      | Año       | Partidos | Goles |
| ------------------ | --------- | --------- | -------- | ----- |
| Flamengo           | Brasil    | 1956-1961 | 225      | 59    |
| River Plate        | Argentina | 1961-1962 | 28       | 7     |
| Peñarol            | Uruguay   | 1962-1963 | 4        | 1     |
| Everest            | Ecuador   | 1964-1965 | ?        | ?     |
| Barcelona          | Ecuador   | 1965-1970 | ?        | ?     |
| Carlos A. Mannucci | Perú      | 1970-1975 | 53       | 14    |

## Clubes como DT
| Club               |  | País    |  | Año  |  |
| ------------------ |  | ------- |  | ---- |  |
| Bonita Banana      |  | Ecuador |  | 1978 |  |
| Liga de Portoviejo |  | Ecuador |  | 1983 |  |

Club Social y Deportivo Audaz Octubrino  año 1976 y de las Selección Nacional Sub-16/17 1986 de Ecuador y además de dirigir a la Sub-20 ecuatoriana en los torneos Sub-19/20 de 1987 y en el año 1989 clasificatorios para los Mundiales de Chile y Arabia Saudita.